# آشیانه خانوادگی
آشیانه خانوادگی (به مجاری: Családi tűzfészek) فیلمی سیاه و سفید، در ژانر مستند داستانی و نخستین فیلم بلند بلا تار کارگردان مجار است و در ۱۹۷۹ برای اولین بار به نمایش درآمد.

## داستان فیلم
آشیانه خانوادگی داستان زوج جوانی است که ناگزیر می‌شوند در خانهٔ بدون اتاق پدر و مادر مرد زندگی کنند. در این فضای کوچک در مجموع هفت نفر روزگار می‌گذرانند؛ پدر و مادر با دو فرزند خود به همراه پسر بزرگ‌ترشان که با همسر و بچه‌اش در آن‌جا زندگی می‌کند. هر هفته زن یا مرد به دیدن مقامات محلی می‌روند و درخواست خانه می‌کنند و در جواب می‌شنوند که جلسات هر سال یک بار برگزار می‌شود اما همیشه به آن‌ها دل‌گرمی می‌دهند و می‌گویند که آن‌ها استثنا هستند. مرد جوان در بازگشت از خدمت وظیفه در ارتش به‌خطر عدم نام‌نویسی دوباره در ارتش مورد سرزنش پدر قرار می‌گیرد چرا که این کار می‌توانست همه آن‌ها را واجد شرایط داشتن آپارتمانی بزرگ‌تر کند. اشتیاق به داشتن فضایی بزرگ‌تر همسر پیرمرد را به گذراندن وقت با مردان دیگر وامی‌دارد تا به هر طریق آپارتمان دیگری را در اختیار بگیرند. هنگامی که پیرمرد از دادن پول به همسرش برای رشوه دادن به یک مقام ساختمانی امتناع می‌کند، همسرش با عصبانیت او را ترک می‌کند و دخترش را نیز با خود می‌برد.

## بازیگران
- لاسلو هوروات در نقش لاتسی
- لاسلونه هوروات در نقش ایرِن
- گابور کون در نقش پدر لاتسی
- گابورنه کون در نقش مادر لاتسی

## دربارهٔ فیلم
فیلم آشیانه خانوادگی به ژانر مستند تخیلی یا مستند داستانی تعلق دارد. این ژانر با فیلم تعطیلات در انگلستان (۱۹۷۴) ساخته استفان داردی آغاز شد و تا میانه‌های دهه هشتاد میلادی ادامه یافت. قواعد اصلی سبک مستند داستانی شامل استفاده از بازیگران غیرحرفه‌ای، عدم استفاده از فیلم‌نامه کامل و بداهه‌پردازی در بیان دیالوگ‌ها، و استفاده از دوربین روی دست می‌شد. آشیانه خانوادگی با استفاده از بازیگران غیرحرفه‌ای و در مدت ۶ روز در لوکیشن‌های مشخص‌شده فیلم‌برداری شد. فیلم تماماً با نماهای بسته یا نماهای متوسط به تصویر کشیده شده‌است و در سکانس‌های نخست، جایی که خانواده برای حل مشکلات بحث می‌کنند، از تکنیک مصاحبه استفاده می‌کند. آشفتگی، بی‌نظمی و فردگرایی غیرقابل مهار در هر صحنه به خوبی با این شیوه به تماشاگر القا می‌شود. استفاده از موسیقی نیز قابل توجه است. سکانس آغازین با موسیقی پاپی پایان می‌گیرد که از رادیو پخش می‌شود و به شکل کنایه‌آمیزی از موهبت‌های زندگی خانوادگی می‌خواند. درست مثل صحنه‌ای از فیلم موطلایی عاشق از میلوش فورمن.
آشیانه خانوادگی فیلمی به‌شدت واقع‌گرایانه است و به اصول سبک مستندسازی در استودیو بلا بالاژ وفادار مانده‌است. اصولی که به نمایش مطلق رئالیسم اجتماعی بر روی پرده تأکید داشت. منتقدان عقیده داشتند این فیلم از آثار جان کاساوتیس تأثیر گرفته‌است. بلا تار اما هرگونه آشنایی با فیلم‌های جان کاساویتس پیش از فیلم‌برداری آشیانه خانوادگی را تکذیب کرد.

## جوایز
آشیانه خانوادگی در سال ۱۹۷۹ جایزه بزرگ جشنواره فیلم مانهایم را از آن خود کرد.

## استقبال
آشیانهٔ خانوادگی نقدهایی نسبتاً مثبتی از منتقدان دریافت کرد. راتن تومیتوز میزان تأیید ۸۰ درصد و میانگین نمرهٔ ۶/۹ از ۱۰ را گزارش می‌دهد. جاناتان رزنبام از نشریهٔ شیکاگو ریدر نوشته‌است: «این موارد قدرتمندی است، اما هنوز از کارگردان به‌شدت دارای فرم فیلم‌های آشیانهٔ خانوادگی، نفرین و تانگوی شیطان، دور از انتظار است. کیت اولیچ از مجله اسلنت به این فیلم نمرهٔ ۲/۴ ستاره داده‌است و شخصیت‌های فیلم را «سخنگوهای غیرقابل قبول برای یک انتقاد سیاسی بسیار نامناسب» خواند.